# Sønderborg
Sønderborg (en alemán: Sonderburg) es una ciudad danesa situada en la Región de Dinamarca Meridional. Es la ciudad más importante y la sede administrativa del municipio de Sønderborg. Tiene una población de 27 766 (1 de enero de 2022) habitantes de los 73 711 del municipio.
La ciudad de Sønderborg es famosa por el Castillo de Sønderborg (Sønderborg Slot), que se encuentra en el centro de la ciudad, y alberga un museo dedicado a la historia y la cultura de la zona. El museo está abierto todo el año. Además, Sønderborg tiene un cuartel que parece un castillo construido por el ejército alemán en 1906, situado centralmente por el fiordo de Als. Hoy en día el cuartel es la sede de la Escuela de Suboficiales del Ejército danés.
La parte antigua de Sønderborg está en la isla de Als, pero la ciudad se ha extendido a la parte continental de Jutlandia en lo que había sido el interior de la fortaleza de Dybbøl.

## Historia
La historia temprana de Sønderborg no está acreditada. Sin embargo, sus orígenes se remontan a fechas posteriores a 1169, posiblemente a iniciativa del rey Valdemar el Grande, quien habría pensado en un sitio fortificado en el lugar para prevenir ataques de los wendos. Se sabe también que Sønderborg es posterior a Nordborg, localidad al norte de la isla Als. Sønderborg es mencionada por primera vez en una escrito fechado el 15 de julio de 1256, una carta que el duque Valdemar Abelsøn, residente en el castillo, escribió a los monjes de Løgumkloster.
En las inmediaciones del castillo se desarrolló posteriormente una población que tomó también el nombre de Sønderborg. En 1353 residió en el castillo el duque Valdemar V de Schleswig, quien había sido también rey de Dinamarca con el nombre de Valdemar III entre 1326 y 1330. No se sabe cuándo obtuvo Sønderborg los privilegios de ciudad, pero es un hecho que para el siglo XV era ya una ciudad de pleno derecho, con representantes en las asambleas provinciales.
Entre 1532 y 1549, el depuesto rey Cristián II permaneció encarcelado en el castillo. La reina Dorotea de Sajonia-Lauemburgo, consorte de Cristián III de Dinamarca, recibió el castillo y la ciudad como parte de su dote de viuda. A la muerte de Dorotea, su hijo Juan el Joven recibe la posesión de Sønderborg y hace de la ciudad la capital de su ducado. Juan tenía fama de duro y logró hacerse de tantas tierras como le fue posible en Als y Sundeved. Durante su gobierno, los barcos de Sønderborg recibieron exenciones arancelarias cuando navegaban a través del Øresund, y la ciudad recibió del duque el privilegio de ciudad comercial (købstad). El hijo de Juan, Cristián Adolfo no pudo mantener la estabilidad del pequeño ducado de Sønderborg, se declaró en quiebra, y sus tierras regresaron a posesión de la corona danesa en 1658. El resto del siglo y la primera mitad del siguiente la economía de la ciudad decae, y se deteriora aún más con la Gran Guerra del Norte. Sin embargo, desde mediados del siglo XVIII la ciudad resurge, convirtiéndose en un importante centro de la industria naviera.
A mediados del siglo XIX, un creciente nacionalismo campó en la ciudad, abriéndose una brecha entre las etnias danesa y alemana que residían en ella. Durante la primera guerra de los ducados (1848-1851), que enfrentó a Dinamarca contra Prusia, Sønderborg permaneció todo el tiempo en manos danesas y no fue parte directa del teatro bélico, aunque su castillo fue habilitado como hospital militar. En la segunda guerra de los ducados, sin embargo, la ciudad fue atacada por la artillería prusiana en abril de 1864, resultando dañado severamente su casco histórico. Tropas prusianas ocuparon la ciudad y toda la isla el 29 de junio de 1864, y en 1867, con la anexión de Schleswig-Holstein por parte del reino de Prusia, Sønderborg se convirtió en una ciudad alemana.
Durante la etapa alemana, el castillo fue ocupado como cuartel de infantería; se instaló en la ciudad una base naval y una escuela de artillería naval. En esta época se inauguró también el ferrocarril hacia Tinglev y Padborg que unió Sønderborg con la principal línea ferroviaria de Schleswig. La ciudad adquirió mayor importancia, y se construyeron varios edificios modernistas que la embellecieron y que aún en la actualidad son parte importante de su paisaje urbano.
En 1920, después de la derrota de Alemania en la Primera Guerra Mundial, los Aliados organizaron los Plebiscitos de Schleswig. Aunque Sønderborg votó mayoritariamente por permanecer dentro de Alemania, regresó a manos danesas dado que la gran mayoría de localidades del norte de Schleswig votaron en ese sentido, con una importante comunidad germanófona parte de la minoría alemana del Norte de Schleswig.
Durante la Segunda Guerra Mundial, los alemanes ocuparon la base naval de Sønderborg. 
En 1946 se funda una escuela privada de lengua alemana. En 1969 se inaugura el aeropuerto de Sønderborg. Al año siguiente, el municipio crece con la integración de los municipios vecinos de Ulkebøl y Dybbøl. En 1998 se crea la Universidad de Dinamarca del Sur, con campus en 6 ciudades, entre ellas Sønderborg.
En 2004, los 7 municipios del Alssund deciden integrarse al municipio de Sønderborg. La fusión se hace efectiva el 1 de enero de 2007, cuando el municipio adquiere sus límites actuales.
En 2005, en el salón principal del castillo de Sønderborg, el primer ministro danés Anders Fogh Rasmussen y el canciller alemán Gerhard Schröder firman un acuerdo de cooperación con motivo del 50 aniversario de las Declaraciones de Copenhague y Bonn.

## Galería

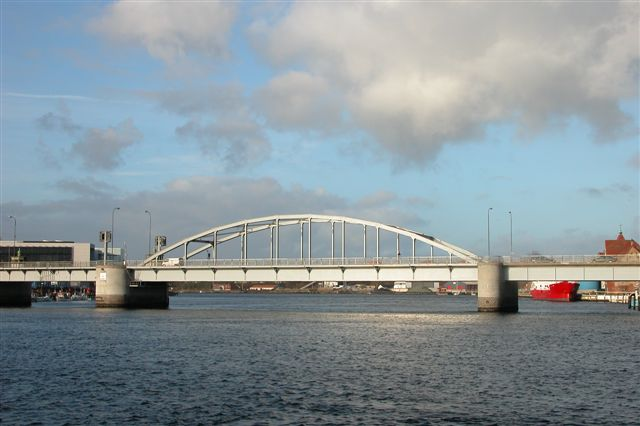
Puente del Rey Cristián X de Dinamarca sobre el Alssund
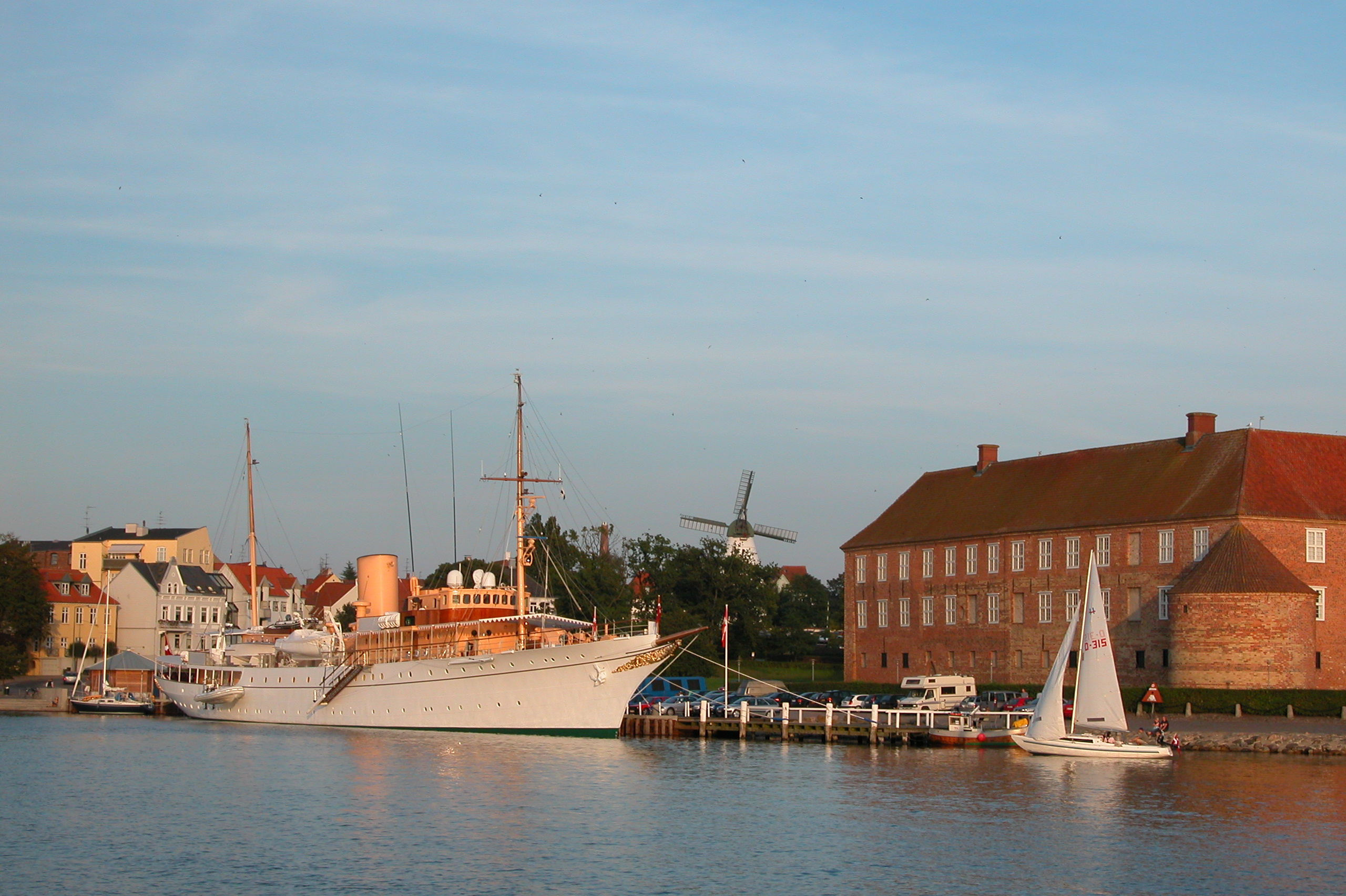
Castillo de Sønderborg y el KDM Dannebrog
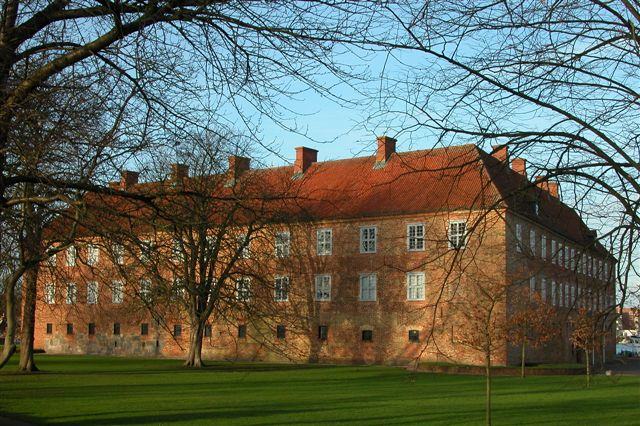
Lado sur del Castillo de Sønderborg
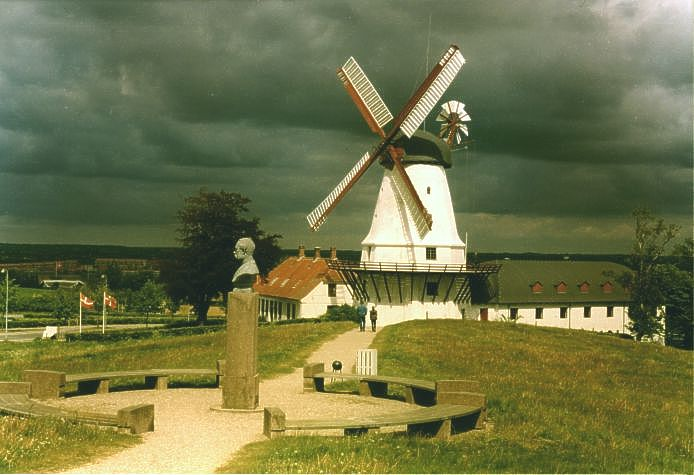
Molino de Dybbøl
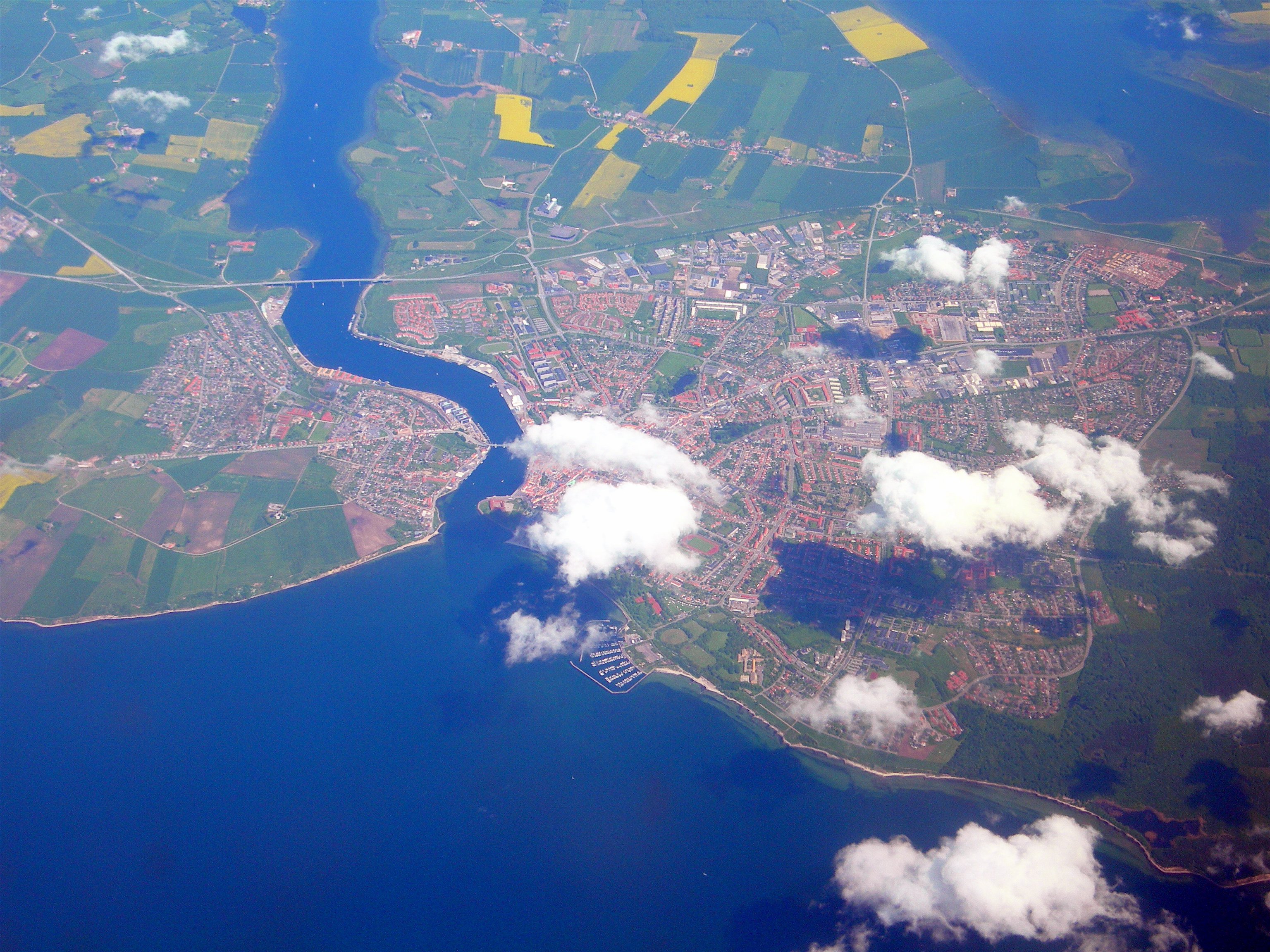
Sønderborg desde el cielo
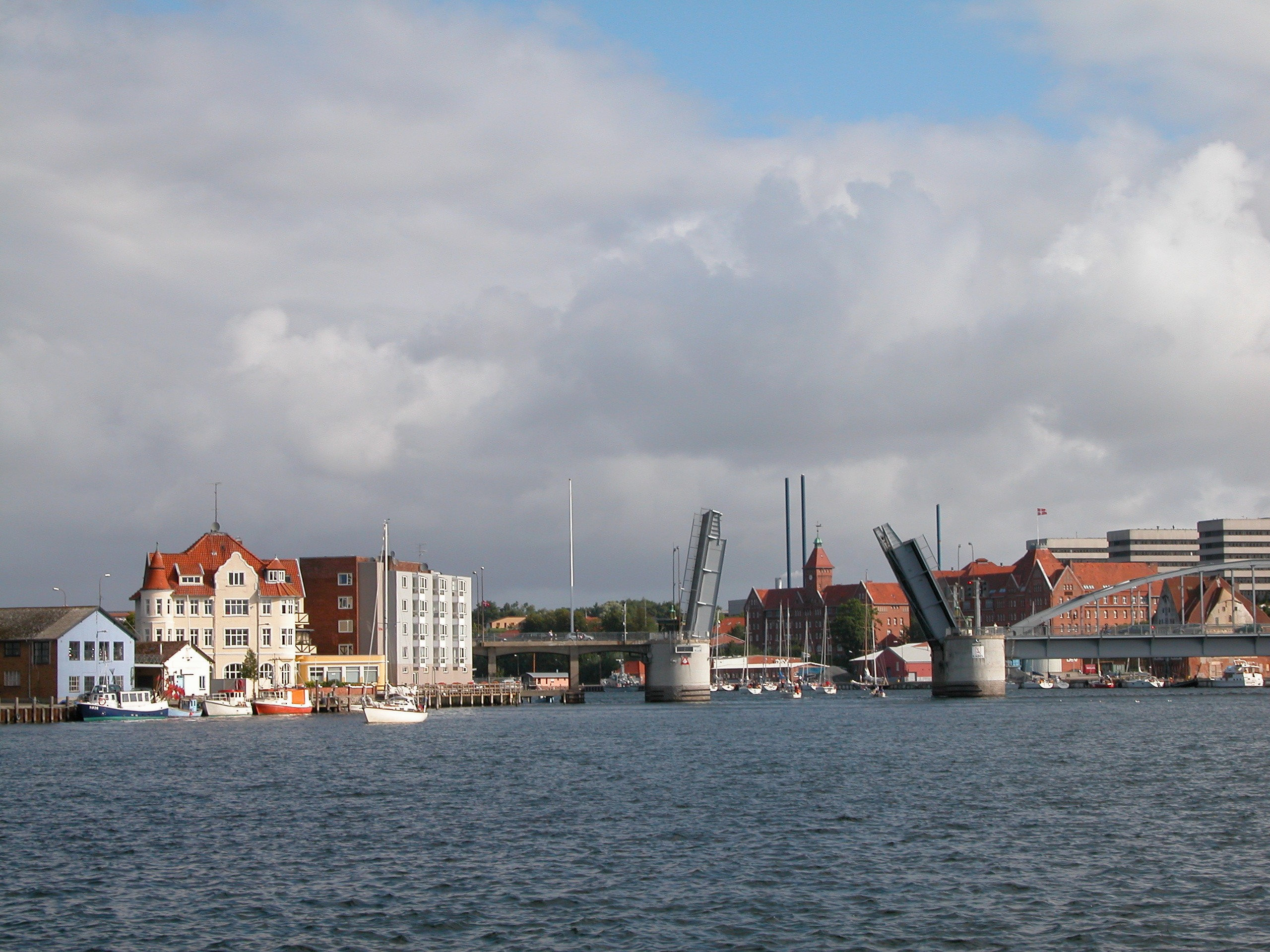
Vista del puerto con el puente levadizo
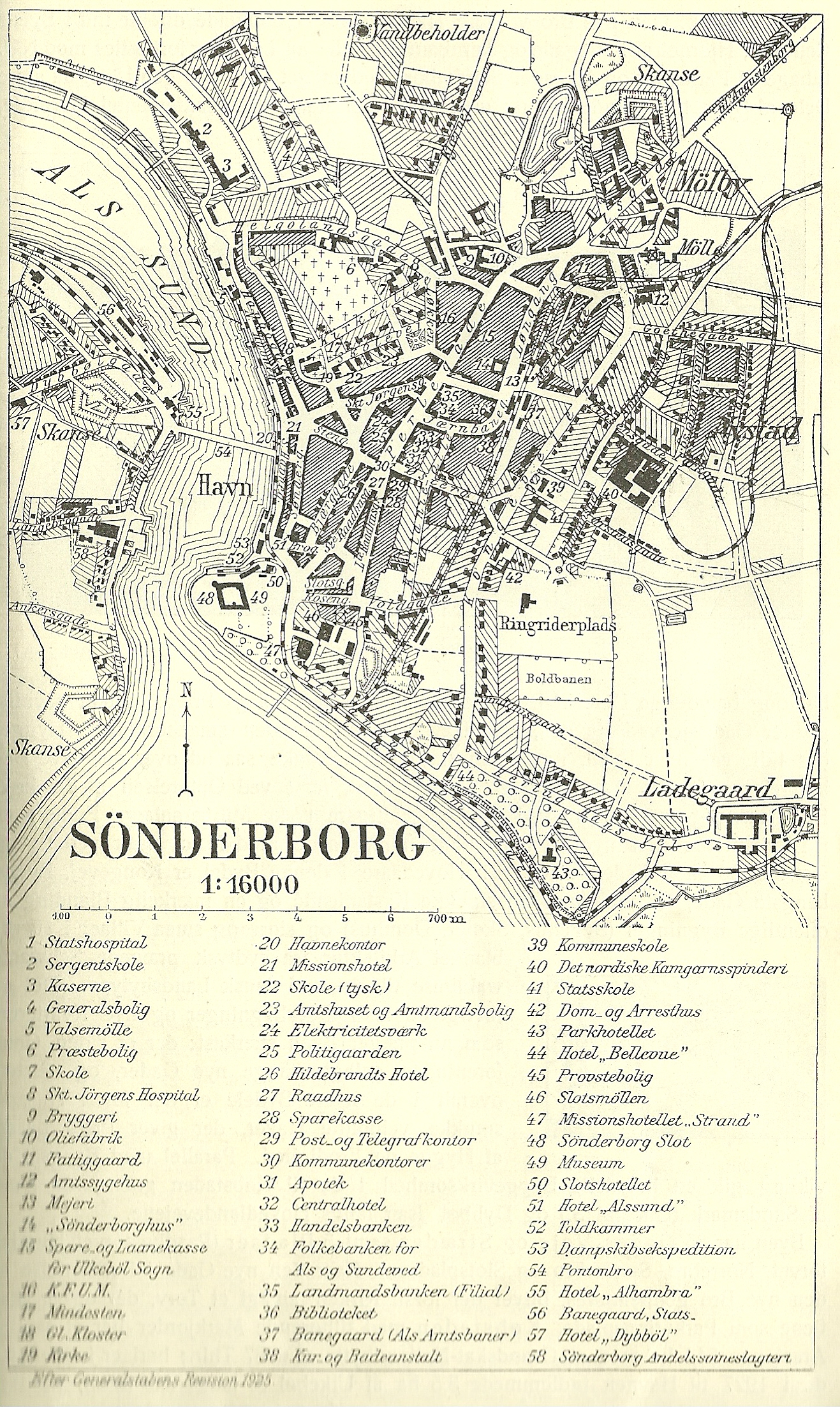
Sønderborg en 1925